# Bridget Jones's Diary (film)
Bridget Jones's Diary is een Amerikaans-Britse speelfilm uit 2001. De film gaat over Bridget Jones, een jonge vrouw van begin dertig uit Londen.

## Verhaal
Als Bridget 32 is geworden komt ze erachter dat ze nog niet veel heeft bereikt in het leven. Ze rookt, drinkt, is te dik en al eeuwen vrijgezel. Ze besluit een andere wending aan haar leven te geven, want alles en iedereen om haar heen heeft een perfect leven. Ze besluit te stoppen met drinken, roken en de vent van haar dromen tegen te komen. Haar belevingen houdt ze vanaf die dag bij in een dagboek.

## Rolverdeling
| Acteur          | Personage       |
| --------------- | --------------- |
| Renée Zellweger | Bridget Jones   |
| Colin Firth     | Mark Darcy      |
| Hugh Grant      | Daniel Cleaver  |
| Jim Broadbent   | Bridgets vader  |
| Gemma Jones     | Bridgets moeder |
| Sally Phillips  | Sharon "Shazza" |

## Trivia
- Het verhaal is globaal gebaseerd op Pride and Prejudice van Jane Austen. Colin Firth, die in de P&P-televisieserie uit 1995 de rol van Mr. Darcy speelde, werd door schrijfster Helen Fielding gevraagd ook in de Bridget Jones-films de rol van (Mark) Darcy op zich te nemen.
- De soundtrack van de film bevatte nummers van onder meer Gabrielle (Out of Reach) en Shelby Lynne (Killin Kind). Het album won in 2002 een Edison voor beste soundtrack.